# Grimma
Grimma é um município da Alemanha, situado no distrito de Leipzig, no estado da Saxônia. Tem 217,38 km² de área, e sua população em 2019 foi estimada em 28.173 habitantes.